# 黃居素
黄居素（1897年—1986年），又名华廉，自号光纲老人，祖籍广东梅县，中华民国政治人物，佛学家，画家，诗人，收藏家。

## 生平
黄居素祖籍广东嘉应州（今梅县），其祖父于清朝同治年间迁居香山县。黄居素于1897年5月16日生于香山县石岐。年轻随郑哲园学习《史记》、《昭明文选》。1919年，黄居素到广州光孝寺当带发修行的和尚，悉心研读佛法。期间结识了已出家为僧的中华民国元老弼元法师林君复和弘一法师，经引荐与马育航和陈炯明熟识，几位好友经常聚集茶聊。此后，黄居素在时任粤军总司令兼省长陈炯明手下当书记。后任广东省公署秘书并伴随孙中山左右.
1922年6月，陈炯明发动六一六事变，黄居素同吴稚晖一起居间调停，希望孙中山、陈炯明重修旧好，但陈炯明拒绝调解。黄居素乃辞职去上海。1924年追随孙中山参加革命，出任粤军总司令部政治部主任，不久孙中山任命黄居素为代理中央海外部部长。1925年，黄居素出任中国国民党中央农民部部长。同年，经廖仲恺推荐，出任中山县县长。1927年后，历任南京国民政府农民部部长、立法院第一届立法委员、广东省政府委员等职。
1928年黄居素受好友时任广东省政府主席陈铭枢之托出任《神州国光社》总经理，同年经李少川介绍，正式师从黄宾虹学习山水画，并聘黄宾虹到《神州国光社》主理美术部编辑工作，编辑并出版了古代美术巨作《美术丛书》、《神州大观集》、《神州大观续集》及大批珂罗版画册。1931年黄居素同陈铭枢一起力挺老友林森取代蒋中正出任国民政府主席一职。 1932年，黄居素举家赴香港定居，投入收藏，绘画，写诗，治学的爱好中。黄居素的《緣山堂》收藏有大量黄宾虹的画作精品，曾不遗余力在香港和广东一带的名流朋友之间推广黄宾虹的作品，成为宾翁三四十年代的主要“供养人”之一。
1935年8月，黄宾虹在广西讲学后赴香港，住在黄居素位于港岛半山东山台的寓所“双树翠屏馆”，由黄居素陪同到太平山顶写生并合影（黄般若摄影），期间作画多幅，其中一帧港景‘清水湾’横幅，即席题赠黄居素的长女黄长玲。1937年黄宾虹全家北迁，因受北方艺术界排挤，门庭冷落，经济拮据。为解宾翁燃眉之急，黄居素派人专程北上求画，并经常函索画作。直至宾翁1955年去世前黄居素仍收到宾翁所寄画作。两人书信往来数十载，1999年出版的《黄宾虹书信集》中，致黄居素信件就收录有46封之多。宾翁致黄居素信函中曾写道“不欲草草以报知音”，足见宾翁对两人之间友谊的珍视。受黄居素之托所作画作皆抛心力而为。
1955年，黄居素受周恩来之邀自香港回到北京，任中央文史研究馆馆员、北京中国画研究会会员，期间与挚交时任中央政府人大常委，政协常委陈铭枢来往频繁。
1957年返回香港定居。1972年香港艺术中心为黄居素举办了《黄居素画展》，也是该中心成立后的第一个画展。时任港督麦理浩爵士主持开幕，时任香港大学校长李焯敏博士到场祝词。1982年10月巨赞法师受赵朴初之托护送清刻《大藏经》访港，期间曾造访黄居素，并于家中所悬挂的弘一法师所作《寿》字前合影留念。
1986年，黄居素在香港病逝，许家屯赠送花圈。